# 파라과이의 정당
파라과이의 정당은 다음과 같다.

## 주요 정당
- 적색당 - 보수주의, 국민보수주의, 신자유주의 정당
- 진정급진자유당 - 사회자유주의 정당
- 아반자 파이스
  - 파라과이 기독교민주당 - 기독교 민주주의 정당
  - 혁명당 - 민족주의, 사회민주주의 정당
- 국민만남당 - 사회민주주의 정당
- 국민연합과 시민도덕 - 민족주의, 보수주의 정당
- 대중조국당 - 보수주의, 기독교 민주주의, 자유보수주의 정당
- 치아구나 열정 연합
- 과수전선 - 민주사회주의 선거연합
  - 국민사회당
  - 공생당운동